# Hybrid Theory
Hybrid Theory is het debuutalbum van de alternatieve rockband Linkin Park, vernoemd naar de oorspronkelijke bandnaam. Het album kreeg wereldwijd goede kritieken en was met ruim 30 miljoen verkochte exemplaren een commercieel succes; het behaalde hoge posities in de albumlijsten. De onderwerpen zijn meestal gebaseerd op ervaringen van leadzanger Chester Bennington. Vier nummers van het album verschenen als single: One Step Closer, Papercut, In the End, en Crawling waarvoor de Grammy Award voor Best Hard Rock Performance werd toegekend. Vooral deze laatste twee singles zorgden voor de populariteit die de band in de mainstream verkreeg.
Na een jarenlange zoektocht naar een platenlabel kon Linkin Park met behulp van de toenmalige A&R van Warner Jeff Blue uiteindelijk in 1999 een contract tekenen bij Warner Bros. Records. De demo's werden omgezet in volwaardige albumtracks en in 2000 kwam het album, waar vijf jaar aan gewerkt was, uit met Don Gilmore als uitvoerend producent. Hybrid Theory werd wereldwijd goed ontvangen met ruim 4.8 miljoen verkochte exemplaren in het debuutjaar, waarmee het het best verkochte album was van 2001.
Het piekte op de 17e plaats in Nederland en in de Verenigde Staten zelfs op de tweede plek, waarmee het daar het best verkochte album was in 2001. Waar enkele nummers meer naar de metal neigen, waaronder One Step Closer, en anderen meer richting de hiphop (In the End), passen beiden het in het nu metal genre, hoewel de band niet in een hokje gestopt wil worden. Hybrid Theory' heeft de diamanten status verkregen in de Verenigde Staten (10 miljoen verkochte exemplaren) en is wereldwijd ruim 27 miljoen keer verkocht, waarmee het het best verkochte debuutalbum in het eerste decennium van de 21e eeuw is.

## Geschiedenis

### Achtergrondinformatie
Linkin Park ontstond in 1999 nadat zanger Chester Bennington zich aansloot bij de vijf leden van de rockgroep Xero. Deze band, bestaande uit drummer Rob Bourdon, gitarist Brad Delson, bassist Dave Farrell, dj Joseph Hahn en MC Mike Shinoda, was op zoek naar een zanger nadat Mark Wakefield de band had verlaten. Bennington had zijn voormalige band Grey Daze door onenigheid met de bandleden verlaten. Zijn advocaat verwees hem naar Jeff Blue, de vicepresident van Warners A&R-sectie. Die zond hem twee cassettes waarvan eentje met instrumentale tracks en de andere die tracks met vocals van Wakefield bevatte. Bennington werd gevraagd naar "zijn interpretatie van de liederen". Hij schreef en nam nieuwe vocals op over de instrumentalen en stuurde ze terug naar Blue. Delson: "[Bennington] was echt het laatste puzzelstukje. [..] We hebben in niemand anders iemand gezien met zo'n talent." De band veranderde na zijn komst de naam van Xero naar Hybrid Theory en brachten een zelfgetitelde ep uit. De naam Hybrid Theory is ontstaan uit de gedachte dat het nog een theorie is om de twee verschillende genres te vermengen (hybride), de band had nog geen idee of dit een succes zou worden. Omdat een band met een gelijkende naam Hybrid Theory dreigde aan te klagen, werd de naam voor de laatste keer veranderd. Linkin Park was geboren.

### Opname en productie
De muziek dat oorspronkelijk het Hybrid Theory-album zou worden, was geproduceerd door Linkin Park zelf als een demotape bestaande uit negen nummers. De band zond deze tape naar verschillende platenlabels en speelde 42 shows voor hen, maar ze werden door de alle majors en enkele independent labels afgewezen. In 2000 mocht de band een contract tekenen bij Warner Bros. Records op aanbeveling van Jeff Blue, die werkzaam was bij Warner.
Ondanks de problemen met het vinden van een producer in het begin, stemde Don Gilmore in en werd Andy Wallace aangesteld als mixer. In vier weken nam de band de tracks van de demo opnieuw op in de NRG Recordings studio te North Hollywood, Californië. De raps verschillen in de meeste van de nummers van de originelen, terwijl de refreinen voor het grootste gedeelte onveranderd bleven. Door de absentie van Dave Farrell, die tourverplichtingen had, huurde de band Scott Koziol en Ian Hornbeck als stand-in bassisten in. Gitarist Brad Delson speelde ook basgitaar op het grootste deel van het album. De Dust Brothers werkten mee aan beats op With You.
Bennington en Shinoda schreven de songteksten van Hybrid Theory met als gedeeltelijke basis de demo's die samen met Wakefield zijn gecreëerd. Shinoda beschreef de teksten als universele gevoelens, emoties en ervaringen en als "de alledaagse emoties waar je over praat en waar je aan denkt".

## Nummers
De muziek op Hybrid Theory is geïnspireerd door vele artiesten. Benningtons zangstijl heeft invloeden van bands als Depeche Mode en Stone Temple Pilots, terwijl Brad Delsons gitaarriffs geïnspireerd zijn door de Deftones, Guns N' Roses, U2 en The Smiths. De lyrische inhoud van de liedjes gaan gedeeltelijk over de ervaringen en problemen die Bennington in zijn jeugd ondervond; waaronder kindermishandeling, de echtscheiding van zijn ouders, isolatie, teleurstellingen en de naweeën van mislukte relaties.
- Papercut

Papercut was de tweede single van het album (derde in de Verenigde Staten) en werd 28 augustus 2000 uitgebracht. Het is een middelharde uptemponummer met een drumintro. De coupletten bestaan uit snelle gerap van Shinoda (vergelijkbaar met het latere Faint) en enkele gefluisterde woorden van Bennington. Ook het refrein en de brug worden gezongen door Bennington. Het nummer gaat over paranoia, waarbij de ik-persoon in het eerste couplet zijn ervaringen beschrijft en in het tweede couplet waarschuwt dat deze ervaringen jou ook kunnen overkomen. Tijdens concerten bevatten de refreinen achtergrondzang van Shinoda. De basgitaar speelt tijdens de eerste twee refreinen hetzelfde. In het laatste refrein echter, wordt deze gitaar intensiever gebruikt en speelt het een andere ritme, waardoor het een grotere rol op de voorgrond gaat spelen. Hetzelfde geldt voor de elektrische gitaar maar deze speelt in het laatste refrein een mindere rol dan in de eerste twee.
De videoclip speelt zich af in een oude, donkere woonkamer met aan weerszijden andere kamers waar vreemde dingen zich voordoen. De songteksten van het nummer staan geschreven op de muur. Verschillende bovennatuurlijke thema's zijn in de video te zien en er zijn special effects gebruikt om een eerie gevoel te creëren, waarbij dus Shinoda's vingers in de brug zich uitstrekken en het gezicht van Bourdon dat smelt.
- One Step Closer

One Step Closer was de eerste single en ontstond door frustratie tijdens de opnames van Runaway omdat de band moeite had met het opnemen ervan. Het is een van de bekendste nummers van de band, dat op enkele gelegenheden na, op elk concert wordt gespeeld. One Step Closer is een snelle nu metalnummer en bevat in de intro een gitaarriff en elektronische percussie die overgaat in harde distortiongitaar en agressieve drums. Het bevat geen raps van Shinoda, alleen enkele woorden die hij in de coupletten spreekt en achtergrondzang in de refreinen. Het nummer staat bekend om de brug, waarin Bennington de woorden "Shut up when I'm talking to you" schreeuwt. One Step Closer genoot veel airplay op Amerikaanse radio- en videostations.
- With You

With You begint met een sample. Na enkele seconden een lage distortionriff, de basgitaar en de drums met een sample erbij. Dit speelt zich ook af tijdens de prechorus. De coupletten bestaan uit snaarinstrumenten, de drums en de raps van Shinoda over een mislukte relatie, waarna de prechorus volgt dat gezongen wordt door Bennington. In de brug is ruimte gemaakt voor een korte dj-solo van Joseph Hahn. Het nummer heeft invloeden uit de grunge.
- Crawling

Crawling was de tweede vierde single en behoort in de alternatieve rock, grunge en hardrock-genre. Dit nummer - met rustige coupletten (met middelgrote rol voor de basgitaar) en harde refreinen (met geforceerde vocals van Bennington) - richt zich op Benningtons ervaringen met kindermishandeling: het fysieke geweld, het vast zitten in een vicieuze cirkel en het verlies van zelfvertrouwen. Dit concept gaat door in de video, waarin een meisje wordt mishandeld door haar vader. Het refrein laat ook duidelijk de toon horen:
"Crawling in my skin
These wounds / They will not heal
Fear is how I fall
Confusing what is real"
- Points of Authority

Points of Authority of PoA begint met bewerkte beatboxing waar Shinoda over rapt. Een gitaarriff in combinatie met de bas en drums komt over de beatboxing en Bennington zingt de coupletten. In de brug komt Shinoda terug met zijn rap en met een bewerkte versie van het refrein eindigt het nummer. Het nummer ontstond door gitarist Delson, die de riff schreef. Shinoda besloot het nummer op te delen in stukjes en mixte ze op de computer. Delson leerde vervolgens zijn gitaarspel vanaf de computer.
Sinds 2007 wordt live-uitvoeringen voor het nummer een hiphopdrumsample gespeeld, waar Shinoda een couplet van een Linkin Park of Fort Minor rapt in plaats van de oorspronkelijke PoA rap. In de tweede couplet komt de sample terug en zingt Bennington zijn tekst erover. Ook het einde is veranderd; na het nummer speelt de band een instrumentale indie/metal-stuk.
- Runaway

Runaway bestaat bijna volledig uit het gezang van Bennington, op twee regels tekst aan het einde van de coupletten na. Het nummer gaat over een individu die zich schade voelt aangedaan door de samenleving en besluit weg te rennen. Het heeft veel weg van Crawling, maar is minder hard.
- By Myself

By Myself is een uptemponummer, beginnend met een gitaarriff, basspel en drums met Benningtons bewerkte geschreeuw. Tijdens de coupletten is het Shinoda die aan het rappen is, terwijl de muziek uit rustige drumpartijen en snaarinstrumenten bestaat. Tijdens het refrein vervangt de gitaar de snaren en bestaat de vocals uit Bennington en Shinoda die een paar regels rapt. In de brug schreeuwen en rappen zij om de beurt een regel.
- In the End

In the End begint met een sample die zich het hele nummer voortzet, de snaarspel en de kenmerkende pianonoten die Hahn tijdens shows op zijn MIDI speelt. Bennington begint met "It starts with" en Shinoda begint zijn rapvocals. Tijdens de coupletten zingt Bennington enkele woorden die Shinoda rapt. Instrumentaal bestaan de coupletten uit lichte gitaarpicking, basspel, drums en de sample waarbij na de helft van het couplet, de snaarinstrumenten en de pianotonen er weer bij komen. In het refrein wordt de gitaarpicking omgezet in distortion en neemt Hahn de gitaarpicking over op zijn MIDI. Bennington zingt het refrein. Tijdens de brug, die slechts uit de snaren, de bas, de sample en de drums bestaat, zingt Bennington melodisch. Daarop volgt de climax, waarbij Bennington tijdens het refrein schreeuwt en de distortion-gitaar terugkeert. In het laatste refrein hoort men de dubbelstemmige vocals van Bennington, en tot slot eindigt het nummer met de pianosample.
- A Place for My Head

A Place for My Head is het zwaarste nummer van het album en bestaat al een lange tijd. Er bestaan vier versies onder de demotitel Esaul en een uitvoering hiervan, in een garage, staat op de dvd Fratfest at the Pancake Festival. De albumversie start met het gitaarspel gedurende vier maten waarna drumslagen met ritmisch getik op de hihats en de basspel inzet. Ook dit duurt vier maten en dan is er weer een maat van stilte. Vervolgens begint het gerap van Shinoda en de drum-bas-gitaar combinatie. Bennington fluistert opnieuw enkele woorden, gelijkend aan Papercut. Het refrein door is door Bennington gezongen. Op de brug wordt er met de onderkant van de drumstok, verticaal gehouden, op de tom-tom geslagen en fluistert Bennington "You / trying to take the best of me, go away". Hij zegt deze woorden met steeds meer kracht en na vier maten keren alle instrumenten terug en inmiddels schreeuwt Bennington de woorden.
- Forgotten

Forgotten is een uptempo rocknummer dat meteen met de gitaar/bas/drums combinatie die de vocals van Bennington begeleiden. In de coupletten rapt Shinoda en in het refrein schreeuwt Bennington naast de raps van Shinoda. De brug bestaat net als in By Myself uit het samenspel van beide vocalisten.
- Cure for the Itch

Cure for the Itch is een instrumentaal nummer met gescratch van Joe Hahn, dat enigszins lijkt op techno. Aan het begin zijn voetstappen te horen, waarna hij de microfoon test (te horen aan het gepiep) en vervolgens de woorden zegt: "Ladies and Gentleman, I like to introduce: Mr. Hahn". De woorden Mr. Hahn zijn vervormd, waarna de echte track begint. Sinds 2007 werd het nummer na een lange afwezigheid weer live opgevoerd. Het nummer was echter sterk geremixt.
- Pushing Me Away

Pushing Me Away is een midtempo nummer, waar Bennington de meeste vocals voor zijn rekening neemt. Het nummer begint met een sample, waarna de gitaar-bas-drumcombinatie zich inzet. Live vervult Shinoda de rol van ritmische gitarist. In de coupletten domineert het basspel, naast vocals. Bennington zingt de coupletten, op enkele - door Shinoda gerapte - zinnen na. Het nummer is populair bij de fanbase van de band en wordt hierdoor nog steeds regelmatig live uitgevoerd. Sinds 2003 speelde de band de remixversie tijdens live-uitvoeringen. De studioversie hiervan, P5hng Me A*wy getiteld, staat op het remixalbum Reanimation. Vanaf 2007 echter, werd het nummer in een akoestische versie gespeeld, met alleen de keyboard en het gezang van Bennington. Tijdens de Europese tour in 2008 werd het nummer weer in de originele Hybrid Theory-stijl gespeeld.

## Thema's en stijlen

### Lyrische thema's
De MC van de band, Mike Shinoda beschreef de songteksten als universele gevoelens, emoties en ervaringen en als "de alledaagse emoties waar je over praat en waar je aan denkt". De thema's van Hybrid Theory zijn ook gebaseerd op de ervaringen van leadzanger Chester Bennington tijdens zijn adolescentie, zoals drugsmisbruik en de aanvaringen met zijn ouders.

### Muzikaal
Het muziek op het album is het best te omschrijven als alternatieve rock of alternatieve metal met sterke invloeden uit de hiphop en in mindere mate uit de elektronica. Alle nummers, op Cure for the Itch na, bevatten een melodische samenspel van Bennington of Shinoda. Er bestaan twee patronen: de een waar Shinoda de eerste twee coupletten rapt, eventueel met achtergrondvocals van Bennington. Het refrein en de brug wordt dan door Bennington ingezongen. De tweede patroon is een, waar Bennington alle vocals voor zijn rekening neemt, met enkele gesproken woorden van Shinoda voor het begin van het refrein.

## Tracklist
| Nr. | Titel               | Schrijver(s)                     | Duur  |
| --- | ------------------- | -------------------------------- | ----- |
| 1.  | Papercut            | Linkin Park                      | 03:05 |
| 2.  | One Step Closer     | Linkin Park                      | 02:36 |
| 3.  | With You            | Linkin Park, M. Simpson, J. King | 03:23 |
| 4.  | Points of Authority | Linkin Park                      | 03:20 |
| 5.  | Crawling            | Linkin Park                      | 03:29 |
| 6.  | Runaway             | Linkin Park, M. Wakefield        | 03:04 |
| 7.  | By Myself           | Linkin Park                      | 03:10 |
| 8.  | In the End          | Linkin Park                      | 03:36 |
| 9.  | A Place for My Head | Linkin Park, Wakefield, Farrell  | 03:05 |
| 10. | Forgotten           | Linkin Park, Wakefield, Farrell  | 03:15 |
| 11. | Cure for the Itch   | Linkin Park                      | 02:37 |
| 12. | Pushing Me Away     | Linkin Park                      | 03:12 |

| Nr. | Titel                   | Schrijver(s)          | Duur  |
| --- | ----------------------- | --------------------- | ----- |
| 13. | My December             | Shinoda               | 04:20 |
| 14. | High Voltage            | Shinoda, Hahn, Delson | 03:45 |
| 15. | One Step Closer (Video) | Linkin Park           | 02:55 |

| Nr. | Titel                               | Schrijver(s)          | Duur  |
| --- | ----------------------------------- | --------------------- | ----- |
| 13. | My December                         | Shinoda               | 04:22 |
| 14. | High Voltage                        | Shinoda, Hahn, Delson | 03:47 |
| 15. | Papercut (Recorded live at BBC One) | Linkin Park           | 03:47 |

| Nr. | Titel                                                 | Schrijver(s)                    | Duur  |
| --- | ----------------------------------------------------- | ------------------------------- | ----- |
| 1.  | Papercut (Live at Docklands Arena, Londen)            | Linkin Park                     | 03:13 |
| 2.  | Points of Authority (Live at Docklands Arena, London) | Linkin Park                     | 03:30 |
| 3.  | A Place for My Head (Live at Docklands Arena, London) | Linkin Park, Wakefield, Farrell | 03:11 |
| 4.  | My December                                           | Shinoda                         | 04:20 |
| 5.  | High Voltage                                          | Shinoda, Hahn, Delson           | 03:45 |

### Demo's
De demo's van het album zijn tussen 1997 en 1999 opgenomen en zijn online gezet. Ze zijn onder andere te vinden op fansites van de band.
- One Step Closer (oorspronkelijk getiteld Plaster)
- With You (oorspronkelijk getiteld Now I See)
- Points of Authority (oorspronkelijk getiteld Points Of Authority Demo 1 & 2 en Relative Degree)
- By Myself (oorspronkelijk getiteld Super Xero)
- In the End (oorspronkelijk getiteld Untitled)
- A Place for My Head (oorspronkelijk getiteld Esaul)
- Forgotten (oorspronkelijk getiteld Rhinestone, Dit nummer stond op de 4-track cassette van toen ze nog Xero heetten.)
- Crawling(oorspronkelijke titel Crawling)

Het nummer High Voltage [2000 Reprise] dat als B-kant op de Cd-single One Step Closer staat, hoorde eigenlijk ook op de standaard editie van Hybrid Theory te staan, namelijk tussen Cure for the Itch en Pushing Me Away omdat ze in elkaar seguensen, vergelijkbaar op Meteora.

### Reanimation
Alle tracks van Hybrid Theory zijn in geremixt en in een nieuw jasje gegoten op het album Reanimation. Vele artiesten hebben meegewerkt, zoals Jonathan Davis, Black Thought en Aaron Lewis. Het album laat meer de hiphop kant van de nummers zien en ook elektronica speelt een grote rol.

## Hybrid Soldier
De Hybrid Soldier is de soldaat die afgebeeld staat op de cover van het album. Hij loopt met een vlag in zijn hand en op zijn rug heeft hij engelen vleugels. De soldaat zou staan voor de harde muziek van de band en de vleugels voor de lichte rap die aanwezig is. In de periode tot Meteora stond de soldaat bij concerten gecentreerd op de achtergrond. De Hybrid Soldier staat tevens op de cover van Reanimation, dit in een 'geremixte' vorm wegens het feit dat de muziek op het album uit remixes bestaat van Hybrid Theory, zo is dus ook de soldaat 'geremixt'. Tevens had zanger Bennington een tatoeage van de soldaat op zijn onderbeen staan.

## Ontvangst

### Kritisch
Hybrid Theory werd met gemengde gevoelens ontvangen door de critici. Menigeen gaf het album positieve recensies, waaronder Stephanie Dickison van PopMatters die zei dat de band een "complexere en meer getalenteerde groep is dan de hardrock boybands van vroeger" en beweerde dat zij "door zullen gaan met het fascineren van ons en het uitdagen van de standaarden in het muziek". Robert Christgau van The Village Voice' schreef dat "de mannen niet snappen wat boze jongens begrijpen" en gaf het album twee sterren maar met een eervolle vermelding en vond Papercut en Points of Authority de hoogtepunten. Jenny Eliscu van Rolling Stone becommentarieerde dat Hybrid Theory "even veel potentie als Limp Bizkit en KoRn" had en noemde het een album dat "de frustraties der leven reflecteert".
Andere critici wezen het album echter af. Sputnikmusic zei, ondanks ze de stijl van het album prijzen, dat "Hybrid Theory ook zijn duidelijke terugslagen heeft". De website beschreef Delsons gitaarstijl als "clichématig en onorigineel" en vermeldde ook "een tekort aan variatie". William Ruhlmann van Allmusic zei dat "Linkin Parks stijl al te veel is gespeeld".

### Commercieel

#### Nederland en Vlaanderen
In Nederland werd het album 24 oktober 2000 uitgebracht, opmerkelijk genoeg twee maanden voor de release van de leadsingle One Step Closer. Het duurde echter een kleine half jaar voordat de lp de Nederlandse Album Top 100 betrad; op 3 maart 2001 debuteerde het op de 60e plaats. Het verbleef gedurende de maanden vorderden in de lijst, met als dieptepunt de 83e plek. Na de release van Papercut in augustus 2001, negen maanden na de release van de eerste single, leefde het album op tot de 47e plek. Na de release van de hitsingle In the End sprong Hybrid Theory door de lijst en beleefde zijn top op de 13e plek. In augustus 2002 bereikte het album nog de 56e plek door de release van het remixalbum Reanimation na een dip op de 92e plek. Begin oktober 2002 beleefde het album zijn laatste week in de lijst. In totaal verbleef het album 83 weken in de lijst en in 2003 verkreeg het album de platina status.
| Hybrid Theory in de Album Top 100 - binnen: 3 maart 2001 | Hybrid Theory in de Album Top 100 - binnen: 3 maart 2001 | Hybrid Theory in de Album Top 100 - binnen: 3 maart 2001 | Hybrid Theory in de Album Top 100 - binnen: 3 maart 2001 | Hybrid Theory in de Album Top 100 - binnen: 3 maart 2001 | Hybrid Theory in de Album Top 100 - binnen: 3 maart 2001 | Hybrid Theory in de Album Top 100 - binnen: 3 maart 2001 | Hybrid Theory in de Album Top 100 - binnen: 3 maart 2001 | Hybrid Theory in de Album Top 100 - binnen: 3 maart 2001 | Hybrid Theory in de Album Top 100 - binnen: 3 maart 2001 | Hybrid Theory in de Album Top 100 - binnen: 3 maart 2001 | Hybrid Theory in de Album Top 100 - binnen: 3 maart 2001 | Hybrid Theory in de Album Top 100 - binnen: 3 maart 2001 | Hybrid Theory in de Album Top 100 - binnen: 3 maart 2001 | Hybrid Theory in de Album Top 100 - binnen: 3 maart 2001 | Hybrid Theory in de Album Top 100 - binnen: 3 maart 2001 | Hybrid Theory in de Album Top 100 - binnen: 3 maart 2001 | Hybrid Theory in de Album Top 100 - binnen: 3 maart 2001 | Hybrid Theory in de Album Top 100 - binnen: 3 maart 2001 | Hybrid Theory in de Album Top 100 - binnen: 3 maart 2001 | Hybrid Theory in de Album Top 100 - binnen: 3 maart 2001 | Hybrid Theory in de Album Top 100 - binnen: 3 maart 2001 | Hybrid Theory in de Album Top 100 - binnen: 3 maart 2001 | Hybrid Theory in de Album Top 100 - binnen: 3 maart 2001 | Hybrid Theory in de Album Top 100 - binnen: 3 maart 2001 | Hybrid Theory in de Album Top 100 - binnen: 3 maart 2001 | Hybrid Theory in de Album Top 100 - binnen: 3 maart 2001 | Hybrid Theory in de Album Top 100 - binnen: 3 maart 2001 | Hybrid Theory in de Album Top 100 - binnen: 3 maart 2001 | Hybrid Theory in de Album Top 100 - binnen: 3 maart 2001 | Hybrid Theory in de Album Top 100 - binnen: 3 maart 2001 |
| Week                                                     | 1                                                        | 2                                                        | 3                                                        | 4                                                        | 5                                                        | 6                                                        | 7                                                        | 8                                                        | 9                                                        | 10                                                       | 11                                                       | 12                                                       | 13                                                       | 14                                                       | 15                                                       | 16                                                       | 17                                                       | 18                                                       | 19                                                       | 20                                                       | 21                                                       | 22                                                       | 23                                                       | 24                                                       | 25                                                       | 26                                                       | 27                                                       | 28                                                       | 29                                                       | 30                                                       |
| -------------------------------------------------------- | -------------------------------------------------------- | -------------------------------------------------------- | -------------------------------------------------------- | -------------------------------------------------------- | -------------------------------------------------------- | -------------------------------------------------------- | -------------------------------------------------------- | -------------------------------------------------------- | -------------------------------------------------------- | -------------------------------------------------------- | -------------------------------------------------------- | -------------------------------------------------------- | -------------------------------------------------------- | -------------------------------------------------------- | -------------------------------------------------------- | -------------------------------------------------------- | -------------------------------------------------------- | -------------------------------------------------------- | -------------------------------------------------------- | -------------------------------------------------------- | -------------------------------------------------------- | -------------------------------------------------------- | -------------------------------------------------------- | -------------------------------------------------------- | -------------------------------------------------------- | -------------------------------------------------------- | -------------------------------------------------------- | -------------------------------------------------------- | -------------------------------------------------------- | -------------------------------------------------------- |
| Nummer                                                   | 60                                                       | 49                                                       | 56                                                       | 61                                                       | 50                                                       | 54                                                       | 65                                                       | 69                                                       | 65                                                       | 72                                                       | 69                                                       | 76                                                       | 83                                                       | 68                                                       | 59                                                       | 52                                                       | 64                                                       | 72                                                       | 56                                                       | 58                                                       | 64                                                       | 71                                                       | 66                                                       | 71                                                       | 76                                                       | 70                                                       | 71                                                       | 81                                                       | 70                                                       | 68                                                       |
| Week                                                     | 31                                                       | 32                                                       | 33                                                       | 34                                                       | 35                                                       | 36                                                       | 37                                                       | 38                                                       | 39                                                       | 40                                                       | 41                                                       | 42                                                       | 43                                                       | 44                                                       | 45                                                       | 46                                                       | 47                                                       | 48                                                       | 49                                                       | 50                                                       | 51                                                       | 52                                                       | 53                                                       | 54                                                       | 55                                                       | 56                                                       | 57                                                       | 58                                                       | 59                                                       | 60                                                       |
| Nummer                                                   | 68                                                       | 47                                                       | 50                                                       | 53                                                       | 62                                                       | 59                                                       | 45                                                       | 29                                                       | 20                                                       | 14                                                       | 14                                                       | 22                                                       | 24                                                       | 25                                                       | 22                                                       | 17                                                       | 13                                                       | 13                                                       | 21                                                       | 22                                                       | 22                                                       | 22                                                       | 24                                                       | 25                                                       | 26                                                       | 32                                                       | 33                                                       | 33                                                       | 34                                                       | 35                                                       |
| Week                                                     | 61                                                       | 62                                                       | 63                                                       | 64                                                       | 65                                                       | 66                                                       | 67                                                       | 68                                                       | 69                                                       | 70                                                       | 71                                                       | 72                                                       | 73                                                       | 74                                                       | 75                                                       | 76                                                       | 77                                                       | 78                                                       | 79                                                       | 80                                                       | 81                                                       | 82                                                       | 83                                                       | uit                                                      |                                                          |                                                          |                                                          |                                                          |                                                          |                                                          |
| Nummer                                                   | 29                                                       | 35                                                       | 52                                                       | 59                                                       | 77                                                       | 79                                                       | 74                                                       | 92                                                       | 91                                                       | 78                                                       | 77                                                       | 70                                                       | 66                                                       | 69                                                       | 59                                                       | 60                                                       | 66                                                       | 59                                                       | 56                                                       | 58                                                       | 67                                                       | 84                                                       | 92                                                       | uit                                                      |                                                          |                                                          |                                                          |                                                          |                                                          |                                                          |

| Hybrid Theory in de Ultratop 50 Albums - binnen: 17 maart 2001 | Hybrid Theory in de Ultratop 50 Albums - binnen: 17 maart 2001 | Hybrid Theory in de Ultratop 50 Albums - binnen: 17 maart 2001 | Hybrid Theory in de Ultratop 50 Albums - binnen: 17 maart 2001 | Hybrid Theory in de Ultratop 50 Albums - binnen: 17 maart 2001 | Hybrid Theory in de Ultratop 50 Albums - binnen: 17 maart 2001 | Hybrid Theory in de Ultratop 50 Albums - binnen: 17 maart 2001 | Hybrid Theory in de Ultratop 50 Albums - binnen: 17 maart 2001 | Hybrid Theory in de Ultratop 50 Albums - binnen: 17 maart 2001 | Hybrid Theory in de Ultratop 50 Albums - binnen: 17 maart 2001 | Hybrid Theory in de Ultratop 50 Albums - binnen: 17 maart 2001 | Hybrid Theory in de Ultratop 50 Albums - binnen: 17 maart 2001 | Hybrid Theory in de Ultratop 50 Albums - binnen: 17 maart 2001 | Hybrid Theory in de Ultratop 50 Albums - binnen: 17 maart 2001 | Hybrid Theory in de Ultratop 50 Albums - binnen: 17 maart 2001 | Hybrid Theory in de Ultratop 50 Albums - binnen: 17 maart 2001 | Hybrid Theory in de Ultratop 50 Albums - binnen: 17 maart 2001 | Hybrid Theory in de Ultratop 50 Albums - binnen: 17 maart 2001 | Hybrid Theory in de Ultratop 50 Albums - binnen: 17 maart 2001 | Hybrid Theory in de Ultratop 50 Albums - binnen: 17 maart 2001 | Hybrid Theory in de Ultratop 50 Albums - binnen: 17 maart 2001 | Hybrid Theory in de Ultratop 50 Albums - binnen: 17 maart 2001 | Hybrid Theory in de Ultratop 50 Albums - binnen: 17 maart 2001 | Hybrid Theory in de Ultratop 50 Albums - binnen: 17 maart 2001 | Hybrid Theory in de Ultratop 50 Albums - binnen: 17 maart 2001 | Hybrid Theory in de Ultratop 50 Albums - binnen: 17 maart 2001 | Hybrid Theory in de Ultratop 50 Albums - binnen: 17 maart 2001 | Hybrid Theory in de Ultratop 50 Albums - binnen: 17 maart 2001 | Hybrid Theory in de Ultratop 50 Albums - binnen: 17 maart 2001 | Hybrid Theory in de Ultratop 50 Albums - binnen: 17 maart 2001 | Hybrid Theory in de Ultratop 50 Albums - binnen: 17 maart 2001 |
| Week                                                           | 01                                                             | 02                                                             | 03                                                             | 04                                                             | 05                                                             | 06                                                             | 07                                                             | 08                                                             | 09                                                             | 10                                                             | 11                                                             | 12                                                             | 13                                                             | 14                                                             | 15                                                             | 16                                                             | 17                                                             | 18                                                             | 19                                                             | 20                                                             | 21                                                             | 22                                                             | 23                                                             | 24                                                             | 25                                                             | 26                                                             | 27                                                             | 28                                                             | 29                                                             | 30                                                             |
| -------------------------------------------------------------- | -------------------------------------------------------------- | -------------------------------------------------------------- | -------------------------------------------------------------- | -------------------------------------------------------------- | -------------------------------------------------------------- | -------------------------------------------------------------- | -------------------------------------------------------------- | -------------------------------------------------------------- | -------------------------------------------------------------- | -------------------------------------------------------------- | -------------------------------------------------------------- | -------------------------------------------------------------- | -------------------------------------------------------------- | -------------------------------------------------------------- | -------------------------------------------------------------- | -------------------------------------------------------------- | -------------------------------------------------------------- | -------------------------------------------------------------- | -------------------------------------------------------------- | -------------------------------------------------------------- | -------------------------------------------------------------- | -------------------------------------------------------------- | -------------------------------------------------------------- | -------------------------------------------------------------- | -------------------------------------------------------------- | -------------------------------------------------------------- | -------------------------------------------------------------- | -------------------------------------------------------------- | -------------------------------------------------------------- | -------------------------------------------------------------- |
| Nummer                                                         | 39                                                             | 28                                                             | 26                                                             | 17                                                             | 15                                                             | 16                                                             | 17                                                             | 16                                                             | 12                                                             | 12                                                             | 8                                                              | 5                                                              | 3                                                              | 4                                                              | 6                                                              | 7                                                              | 10                                                             | 9                                                              | 9                                                              | 9                                                              | 9                                                              | 11                                                             | 11                                                             | 14                                                             | 18                                                             | 20                                                             | 19                                                             | 23                                                             | 25                                                             | 19                                                             |
| Week                                                           | 31                                                             | 32                                                             | 33                                                             | 34                                                             | 35                                                             | 36                                                             | 37                                                             | 38                                                             | 39                                                             | 40                                                             | 41                                                             | 42                                                             | 43                                                             | 44                                                             | 45                                                             | 46                                                             | 47                                                             | 48                                                             | 49                                                             | 50                                                             | 51                                                             | 52                                                             | 53                                                             | 54                                                             | 55                                                             | 56                                                             | 57                                                             | 58                                                             | 59                                                             | 60                                                             |
| Nummer                                                         | 14                                                             | 18                                                             | 20                                                             | 19                                                             | 23                                                             | 25                                                             | 19                                                             | 14                                                             | 15                                                             | 15                                                             | 14                                                             | 10                                                             | 13                                                             | 12                                                             | 15                                                             | 17                                                             | 16                                                             | 9                                                              | 6                                                              | 7                                                              | 5                                                              | 4                                                              | 5                                                              | 6                                                              | 12                                                             | 11                                                             | 13                                                             | 15                                                             | 17                                                             | 15                                                             |
| Week                                                           | 61                                                             | 62                                                             | 63                                                             | 64                                                             | 65                                                             | 66                                                             | 67                                                             | 68                                                             | uit                                                            | 69                                                             | 70                                                             | 71                                                             | 72                                                             | 73                                                             | 74                                                             | 75                                                             | 76                                                             | uit                                                            | 77                                                             | 78                                                             | 79                                                             | uit                                                            | 80                                                             | uit                                                            |                                                                |                                                                |                                                                |                                                                |                                                                |                                                                |
| Nummer                                                         | 21                                                             | 27                                                             | 33                                                             | 30                                                             | 34                                                             | 37                                                             | 38                                                             | 43                                                             | uit                                                            | 50                                                             | 30                                                             | 30                                                             | 36                                                             | 39                                                             | 32                                                             | 63                                                             | 44                                                             | uit                                                            | 39                                                             | 38                                                             | 34                                                             | uit                                                            | 91                                                             | uit                                                            |                                                                |                                                                |                                                                |                                                                |                                                                |                                                                |

#### Verenigde Staten
Hybrid Theory werd eveneens op 24 oktober 2000 uitgebracht, na de radiorelease van One Step Closer. Het debuteerde als zestiende in de Billboard 200, de albumlijst van de Verenigde Staten. Het album verraste vriend, vijand en vooral de band zelf door boven de verwachtingen al na vijf weken de gouden status te verkrijgen door de RIAA. Het album werd 2.4 miljoen keer verkocht in 2001, waardoor het het best verkochte album van dat jaar was. De jaren erna bleef het album zich verkopen en kreeg het in 2005 de diamanten status van de RIAA, doordat het 10 miljoen keer over de toonbank ging in de Verenigde Staten. In 2007 was het album 16.7 miljoen keer verkocht in de Verenigde Staten en 24 miljoen wereldwijd, waardoor het album het best verkochte debuutalbum van het 21e eeuw is. Het album is volgens Nielson SoundScan het op zevende best verkochte album in de Verenigde Staten, met 9.663.000 verkochte en verscheepte eenheden.

#### Wereldwijd
| Lijst                     | Aanbieder(s)     | Piek | Verkoop | Certificatie | Bron   |
| ------------------------- | ---------------- | ---- | ------- | ------------ | ------ |
| Nederlandse Album Top 100 | Mediacontrol/GFK | 13   | n/b     | Platina      | [ 20 ] |
| Vlaamse Ultratop 50       | Ultratop         | 3    | n/b     | 2× platina   | [ 20 ] |
| Australië                 | ARIA             | 2    |         |              | [ 20 ] |
| Britse UK Albums Chart    | OCC/BPI          | 4    | 300.000 | 4× platina   | [ 18 ] |
| Amerikaanse Billboard 200 | Billboard        | 2    |         | Diamant      |        |
| Denemarken                |                  | 4    |         | Platina      | [ 20 ] |
| Duitsland                 | Mediacontrol/Gfk | 14   | 63.258  | 2× platina   | [ 20 ] |
| Finland                   |                  |      | 4       | Platina      | [ 20 ] |
| Frankrijk                 |                  | 17   |         | Platina      | [ 20 ] |
| Nieuw-Zeeland             | RIANZ            | 1    |         | -            | [ 20 ] |
| Italië                    |                  | 2    |         | Platina      | [ 20 ] |
| Oostenrijk                |                  | 2    |         | Platina      | [ 20 ] |
| Noorwegen                 |                  | 5    |         | Platina      | [ 20 ] |
| Zweden                    |                  | 4    |         | -            | [ 20 ] |
| Zwitserland               |                  | 5    |         | Platina      | [ 20 ] |

### Singles
| Jaar | Nummer          | Piek      | Piek              | Piek           | Piek                 | Piek           | Piek                | Piek          | Piek           | Piek                | Piek      | Piek      | Piek      | Piek       | Certificatie  |
| Jaar | Nummer          | NL Top 40 | NL Single Top 100 | VL Ultratop 50 | US Billboard Hot 100 | US Modern Rock | US Main-stream Rock | UK Hitlist 75 | AU ARIA Charts | DU Musik- markt 100 | NZ Top 40 | OO Top 75 | SE Top 60 | ZW Top 100 | Certificatie  |
| ---- | --------------- | --------- | ----------------- | -------------- | -------------------- | -------------- | ------------------- | ------------- | -------------- | ------------------- | --------- | --------- | --------- | ---------- | ------------- |
| 2000 | One Step Closer | tip3      | 57                | —              | 75                   | 5              | 4                   | 24            | 4              | 32                  | —         | 38        | 46        | 42         | Goud (AU)     |
| 2000 | Runaway         | —         | —                 | —              | —                    | 40             | 37                  | —             | —              | —                   | —         | —         | —         | —          | —             |
| 2001 | Crawling        | —         | 45                | 25             | 79                   | 5              | 3                   | 16            | 33             | 14                  | 37        | 8         | 27        | 43         | —             |
| 2001 | Papercut        | —         | 39                | —              | —                    | 32             | —                   | 14            | 87             | 49                  | —         | 43        | —         | 80         | —             |
| 2001 | In the End      | 5         | 11                | 12             | 2                    | 1              | 3                   | 8             | 4              | 13                  | 10        | 6         | 2         | 23         | Goud (AU, VS) |

## Nominaties en prijzen

### Nominaties
De belangrijkste nominaties:
| Jaar | Categorie                 | Genomineerd werk | Prijs                  |
| ---- | ------------------------- | ---------------- | ---------------------- |
| 2001 | Best Direction in a Video | Crawling         | MTV Video Music Awards |
| 2001 | Best Rock Video           | Crawling         | MTV Video Music Awards |
| 2002 | Video of the Year         | In the End       | MTV Video Music Awards |
| 2002 | Best Group Video          | In the End       | MTV Video Music Awards |
| 2002 | Best Rock Album           | Hybrid Theory    | Grammy Awards          |

### Prijzen
| Jaar | Categorie                  | Genomineerd werk | Prijs                  |
| ---- | -------------------------- | ---------------- | ---------------------- |
| 2002 | Best Hard Rock Performance | Crawling         | Grammy Awards          |
| 2002 | Best Rock Video            | In the End       | MTV Video Music Awards |

## Personeel
Linkin Park
- Chester Bennington: leadzanger
- Rob Bourdon: drum
- Brad Delson: leadgitarist, bassist
- Joseph Hahn: dj, scratching, sampling, artwork
- Mike Shinoda: vocals, MC, ritmische gitarist, keyboard, mixing, artwork, sampling, beats

Opnamemuzikanten
- Ian Hornbeck: bassist (track 1, 9 en 10)
- Scott Koziol: Bassist (track 2)
- The Dust Brothers: beats op track 3, programmering

Productie
- Producer: Don Gilmore
- Executive producer: Jeff Blue
- Opgenomen in de NRG Recordings, North Hollywood, CA
- Engineering: Don Gilmore
- Extra engineering en Pro Tools: John Ewing, Jr.
- Assistent Pro Tools: Mike Shinoda

- Assistent engineer: Matt Griffin
- Gemixt in Soundtrack, NYC
- Engineer: Steve Sisco
- Mixer: Andy Wallace
- Mastering: Brian "Big Bass" Gardner in Bernie Grundman Mastering
- Digitale bewerking: Brian "Big Bass" Gardner
- A&R: Jeff Blue
- A&R coördination: Natalie Preston & Ariana Murray
- Marketingregie: Peter Standish
- Wereldwijde representatie: Rob McDermott voor The Firm with Additional Servitude door Ryan Demarti en Ryan Saullo
- Bookingagent: Michael Arfin for Artist Group
- Legale zaken: Dann Hayes voor Selverne, Mandelbaum en Mintz
- Business managers: Michael Oppenheim & Jonathan Schwartz for Gudvi, Chapnik & Oppenheim
- Artregie en -ontwerp: Flem aka Frank Maddocks
- Fotografie: James Minchin III
- Voorcover: Mike Shinoda
- Line art schetsen en tekeningen: Joseph Hahn & Mike Shinoda

Emily Armstrong · Chester Bennington · Rob Bourdon · Colin Brittain · Brad Delson 
Dave Farrell · Joe Hahn · Scott Koziol · Mike Shinoda · Mark Wakefield